# Òscar Julve
Òscar Julve (Barcelona, 1972) és un dibuixant, il·lustrador i ninotaire català. Format en Belles Arts a la Universitat de Barcelona.
A mitjans dels 90 va publicar la sèrie de comic-books Gran Circo Cappuccino per a l'editorial Glénat.
Ha format part del col·lectiu Bono Bidari, format per ell mateix i pels guionistes Ramon Cabrera, Daniel Cerdà i Jaume Copons, amb qui va participar en el projecte editorial La Companyia del Balta, publicat per l'Editorial Cruïlla i la col·lecció Jo, Elvis Riboldi, publicada per l'Editorial La Galera amb la qual va obtenir el Premi Atrapallibres l'any 2013.
L'any 2017 fou seleccionat per representar la il·lustració catalana a la Fira del Llibre Infantil de Bolonya (Itàlia) a l'exposició Sharing a Future.
Col·labora habitualment amb les revistes infantils Cavall Fort i El Tatano. És creador de Trancas y Barrancas, les divertides formigues que estan darrere d'El Hormiguero, programa presentat per Pablo Motos.

## Premis
- Atrapallibres (ClijCAT) Premi de Literatura Infantil i Juvenil per No llegiré aquest llibre. 2019.
- Premi Llibreter al millor llibre infantil i juvenil per No llegiré aquest llibre. 2018.[4]
- Premi Hospital Sant Joan de Déu de Conte il·lustrat. 2017.[5]
- Junceda (APIC) Il·lustració aplicada a l'animació. 2014.[6]
- Atrapallibres (ClijCAT) Premi de LiIteratura Infantil i Juvenil per Jo, Elvis Riboldi (Sota el pseudònim Bono Bidari). 2013.[7][8]
- Mercè Llimona. Ajuntament de Vilanova i la Geltrú. Premi d'il·lustració. 2010.[9]
- Junceda (APIC). Premi d'il·lustració. 2007.[8]
- Lola Anglada. Ajuntament Vila de Tiana. Premi d'il·lustració. 2005.[10]
- Mercè Llimona. Ajuntament de Vilanova i la Geltrú. Premi d'il·lustració. 2001.[9]